# 竹原

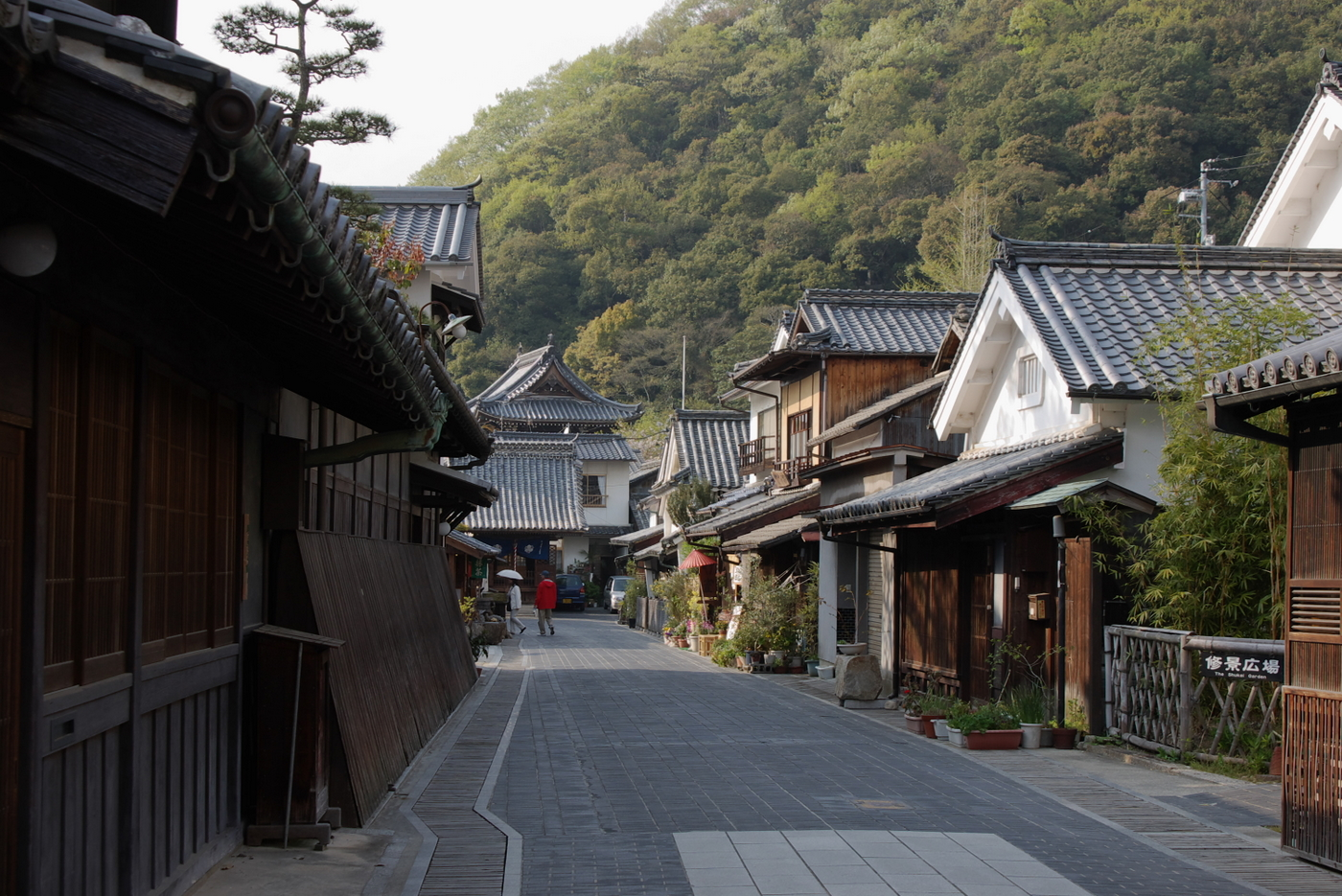
本通り

竹原（たけはら）は、広島県南中部の地名。瀬戸内海に面する。本項では、江戸時代中期から明治にかけての町並みが残り安芸の小京都と呼ばれる商家町（町並み保存地区。国の重要伝統的建造物群保存地区として選定）の歴史と特徴について述べる。

## 沿革

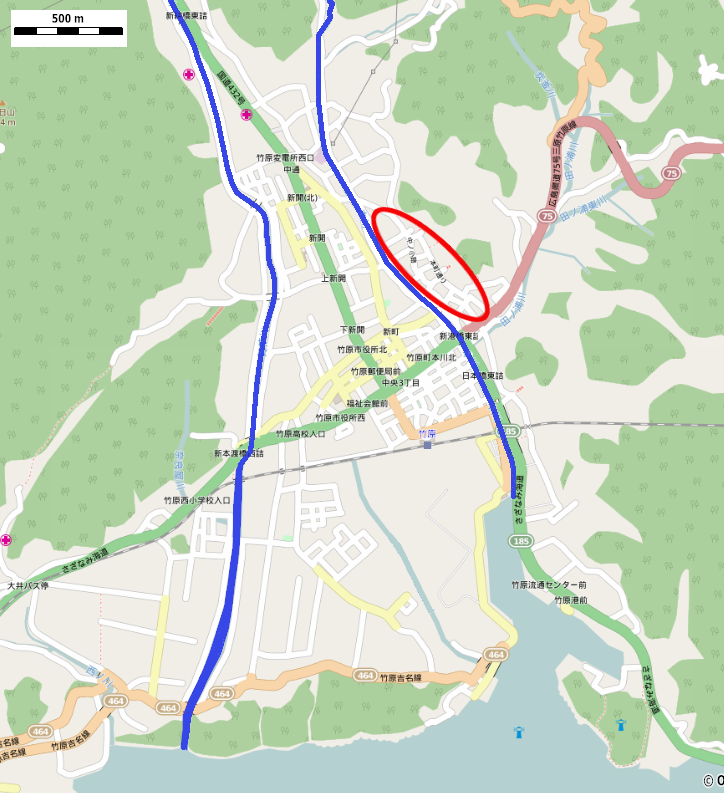
2015年現在の地図。赤丸内に竹原町並み保存地区がある。左の河川が賀茂川で、右が本川。中央は塩田に海水を引き入れた江戸堀。

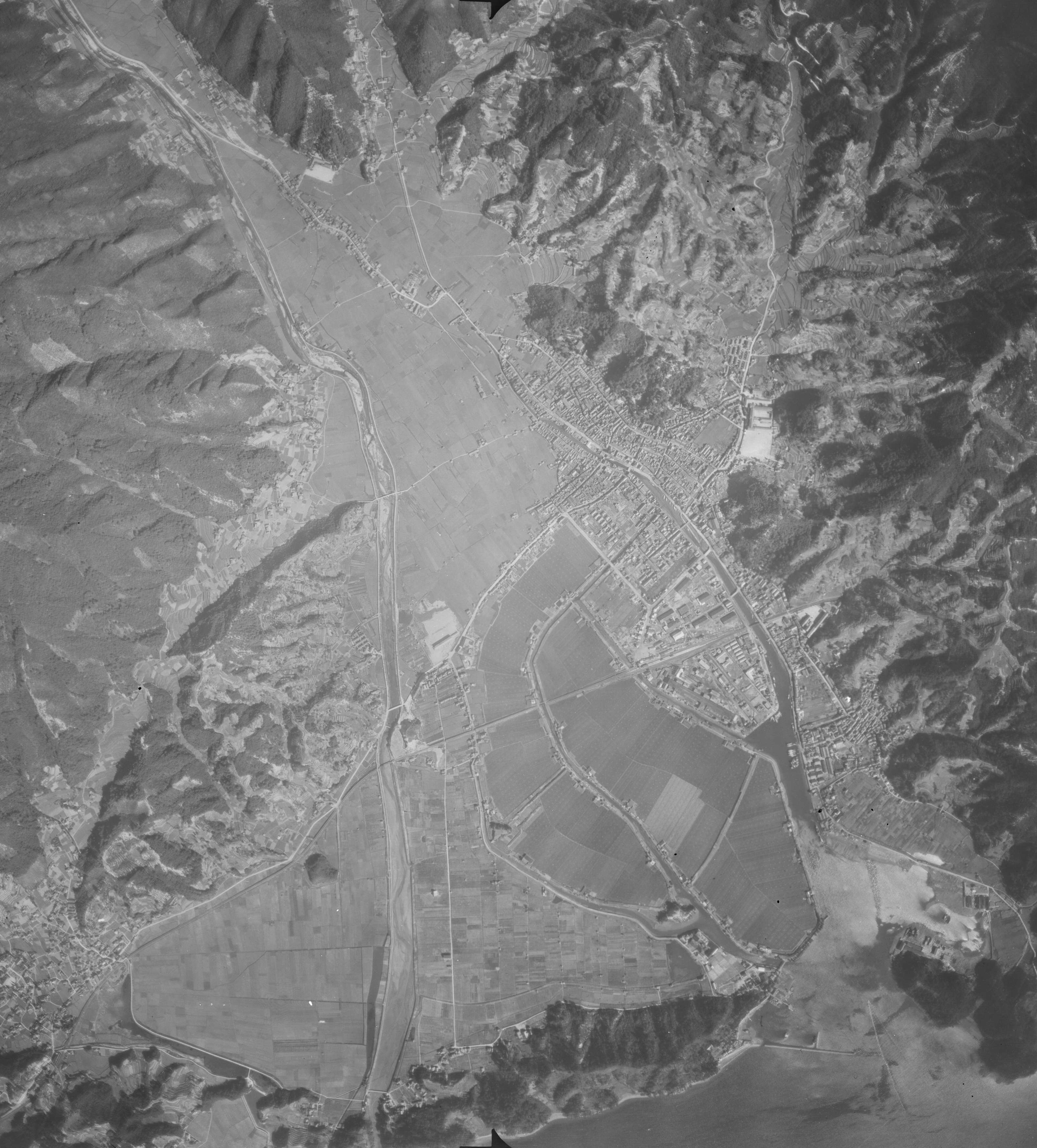
1947年米軍撮影の空中写真。近世後半から市街地は本川下流に向かって発達した。その西から南にかけてが塩田で点在する沼井が見える。江戸堀は呉線を超えて本川まで整備されている。

### 初期
古代、この地の中心は賀茂川中流域の新庄地区であり、飛鳥時代に（古代）山陽道が整備されると駅家「都宇駅」が置かれ、大化の改新の頃に湯坂温泉郷が宿場町として出来上がった。寛治4年（1090年）、中央政府が賀茂社（賀茂御祖神社いわゆる下鴨神社）に寄贈した荘園の中に「安芸国竹原荘40町」があった。これが竹原の名の初見である。これ以降、この地は下鴨神社の荘園として発達、「賀茂」の名はこの頃から定着した。
中世の末頃から港を控えた市場集落として下野村の海岸付近（右地図の中通表記付近）に馬橋古市が形成された。この市場集落は戦国時代までは機能したが、賀茂川からの流出土砂により港湾機能は失われ、天文9年（1540年）からそれより河口の下市村にその機能が移っていった。この下市村が現在の竹原町並み保存地区にあたる。

### 近世
江戸時代初期、港町に加え製塩町となっていく。正保3年（1646年）広島藩により賀茂川下流を干拓し新開が形成され、当初は新田開発を行うつもりだったが土壌に塩分が多く耕作には不適であったため、赤穂（浅野氏としては広島藩が宗家で赤穂藩が分家になる）から製塩の技術者を招き塩田に転換、慶安3年（1650年）に製塩を開始すると産出に成功した。広島藩としては初めての入浜式塩田の成功であった。承応元年（1652年）までに塩田は拡大、この地に大きな富をもたらした。
これに平行して、正保4年（1647年）本川堀の船着き場が開かれると、慶安2年（1649年）藩の年貢集積所”浦辺御蔵所”が設置されると米の積出港として、さらに塩田開発が進むと塩の積出港として栄え、廻船の往来も活発となった。慶安4年（1651年）から寛文4年（1664年）にかけて竹原代官の指図でこの地は整備され近代的な港湾都市へと変貌していった。元禄期から正徳期には竹原の船主による四百石船から千石船も就航している。こうした廻船によって塩その他の産物は日本各地に出荷され、帰りには北日本から米を運びさらには大阪への輸送も請け負うなど海運業も栄えた（北前船）。
そして米が大量に流通していたことから、これを原料として酒造業が始まっている。のち「安芸の小灘」といわれ藩内でも有数の生産地へと成長していくが、藩による販売制限があったことや天明の大飢饉などで米の供給量が制限されたことにより発展は続かなかった。
一方で享保年間末期には、他産地の成長に伴って市場は供給過剰となり塩の値段は下落し、製塩には塩分の濃縮のため大量の薪が必要であるが周辺の森林の減少を招いたため薪価格が上昇したことにより、収支バランスが崩れ、宝暦・明和年間（1751年から1771年代）には塩田経営は不況となった。この中で塩田の大規模化や質見世・酒造業・廻船業・問屋業など多角経営化に成功し財をなした商家が誕生し、大きな邸宅を構えるようになり現在に残る町並みや神社仏閣が形成されるに至る。経済の発展と共に町人文化も充実し、茶道など京風の文化が栄えた他、儒学者の頼山陽の父頼春水とその兄弟である頼春風・頼杏坪をこの街から輩出している。

### 近代・現代
明治・大正時代もこの地は竹原の中心であった。
酒造業が花開いたはこの頃である。藩による規制が解かれた明治維新前後、酒造業は自由販売・自由免許制となり、更に県外へと販路を求めた。ただ他の産地との販売競争する中で、酒質の向上が求められるようになり、明治21年（1888年）賀茂郡南部酒造組合を結成、酒造業者一致団結して向上に努めることとなった。そこへ三浦仙三郎の尽力により竹原のみならず広島の酒の質は全国有数のものになっていった。明治40年（1907年）には、第一回全国清酒品評会（現：全国新酒鑑評会）にて三浦仙三郎の指導のもと、藤井酒造の龍勢が全国3000を越える醸造所の中から首席第一等を受賞している。製塩は専売制となったことにより、明治後半時点でこの地の産業は製塩を抜き酒造が一番目を占めるようになる。こうした中で生まれ育ったのが竹鶴政孝である。
昭和7年（1932年）国鉄三呉線（呉線）開通により本川に鉄橋がとおり船の出入りができなくなったため、港湾施設はその南に移され、これが現在の竹原内港となる。
昭和33年（1958年）竹原市制施行、昭和35年（1960年）塩田が廃止されると、以降旧塩田地の開発が進み竹原の中心は西へ移っていった。
昭和57年（1982年）12月「重要伝統的建造物群保存地区」選定、平成12年（2000年）「都市景観100選」に選定された。
昭和61年「竹原市伝統的町並」で、昭和61年度手づくり郷土賞（人と風土が育てた家並）受賞。
平成24年「歴史と文化が薫る町並み」で国土交通省手づくり郷土賞大賞受賞。

## 町並み

### 特徴

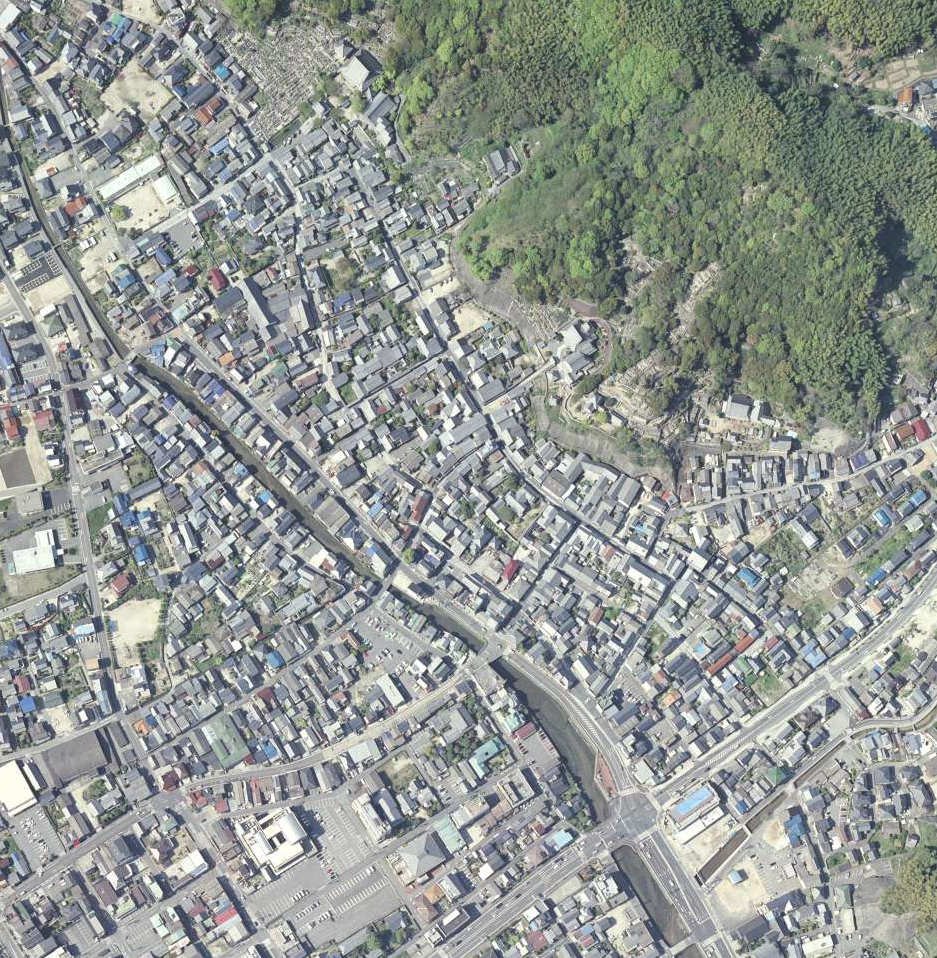
2010年空中写真。

竹原の町並みの特長は、一つの街区がそのまま伝統的な建築で構成されており、複数の町筋や寺院、辻堂等が一帯となって町並みが構成されていることである。特に本通りに立って南北を見通すとごく一部を除きほとんどが商家建築で、日本の伝統的な商家町の様子を知ることが出来る。
町筋が形成されたのは江戸時代初期で、南北に縦断する”本通り”を中心に、”大小路””板屋小路””中ノ小路”など多くの路地によって形成されている。
現存する町屋の大半が江戸時代中期から明治時代に建てられたもの。最古の建物は元禄4年（1691年）建造の吉井邸。各家屋は様々な意匠を組み合わせた格子が特徴で、1階に材木を組み合わせた出格子や平格子、高さを抑えた2階には漆喰を施した塗り込め格子が用いられる。大規模な邸宅は多棟連結型の例が多く、奥座敷や茶室が設けられている。一方で戸建ての町屋や長屋の連なる横町も存在する。これに加え近代以降に建てられたモダン建築が変化をもたらしながらも全体として調和されている。

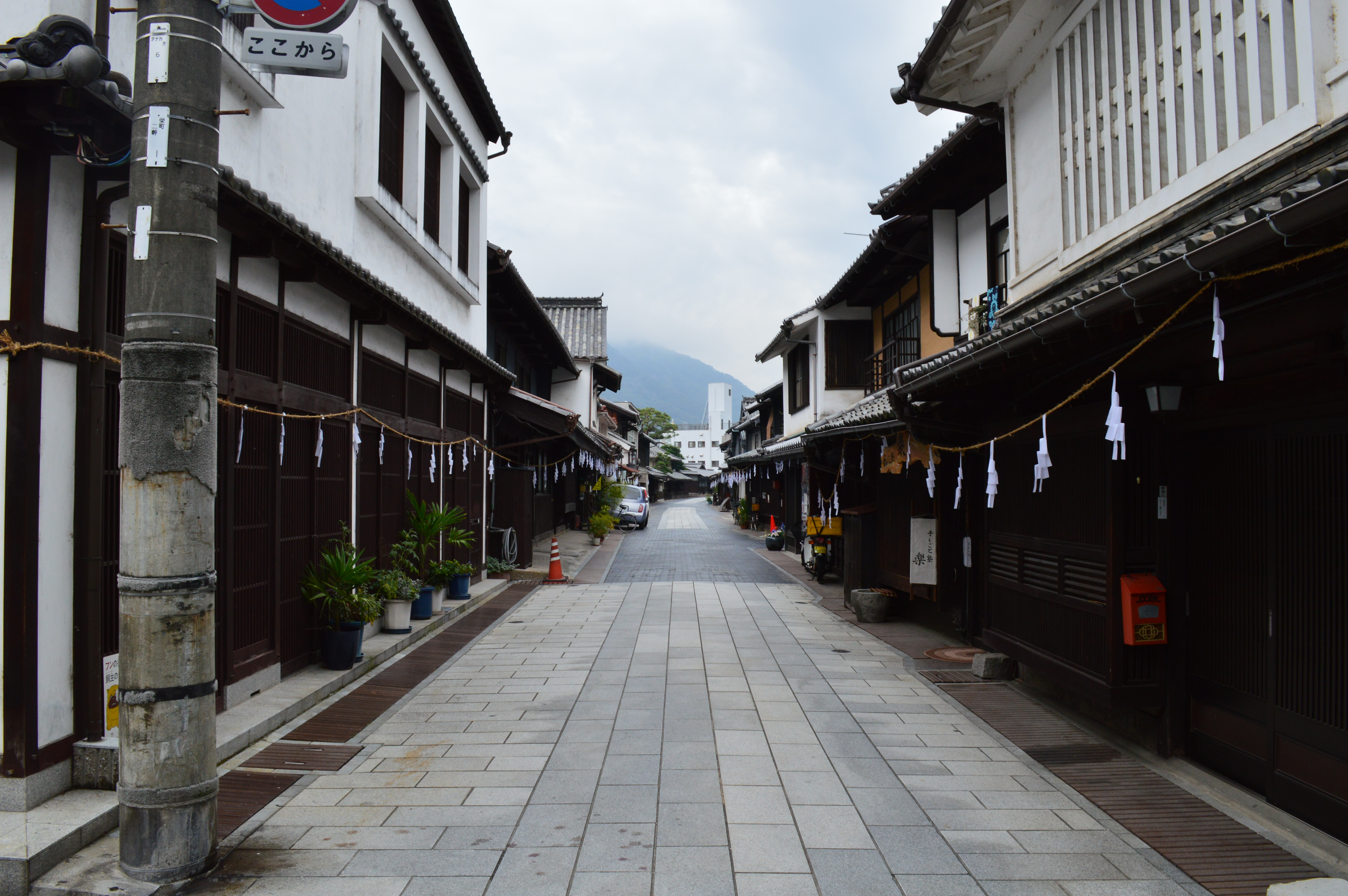
本通り
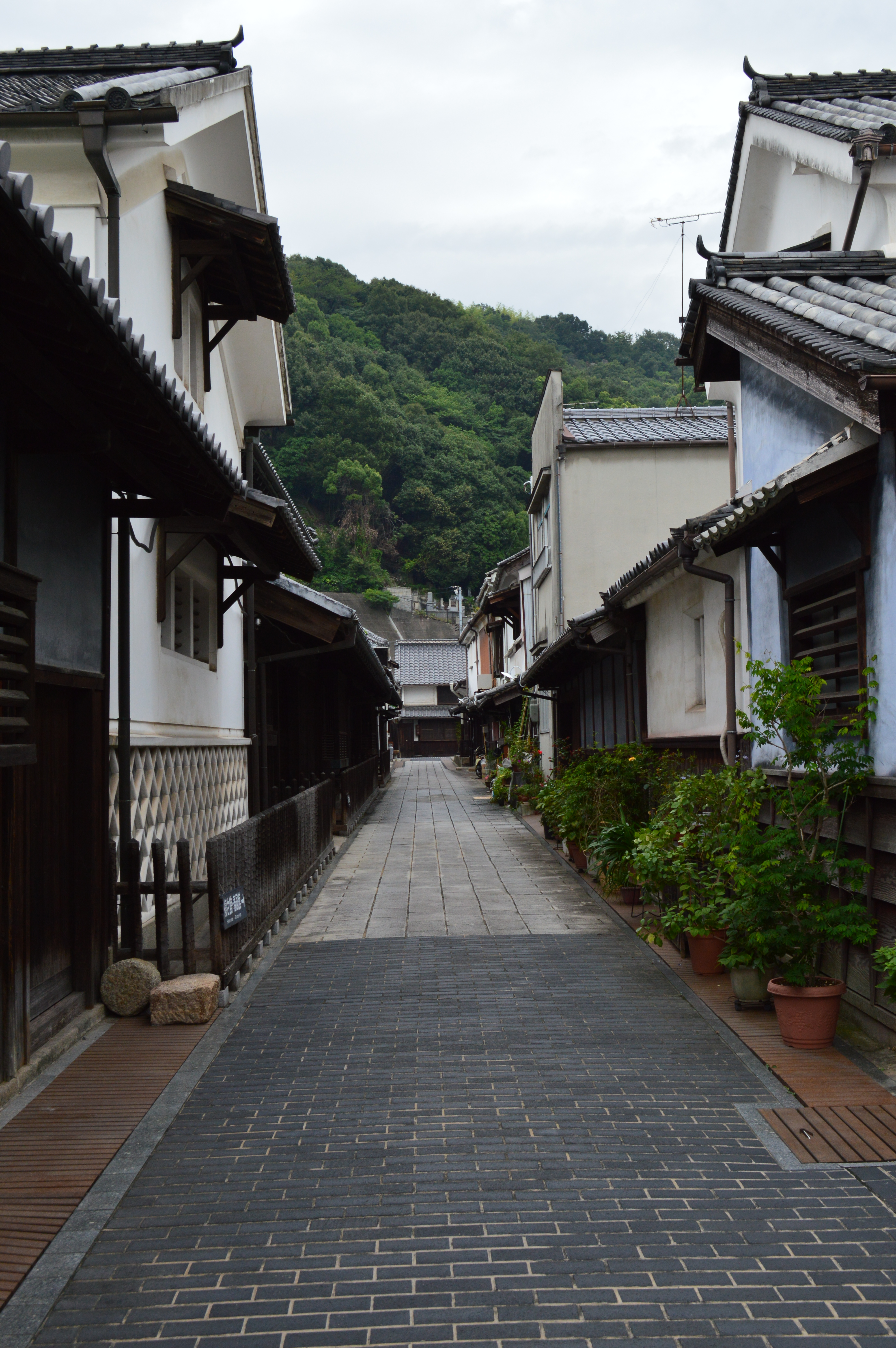
大小路
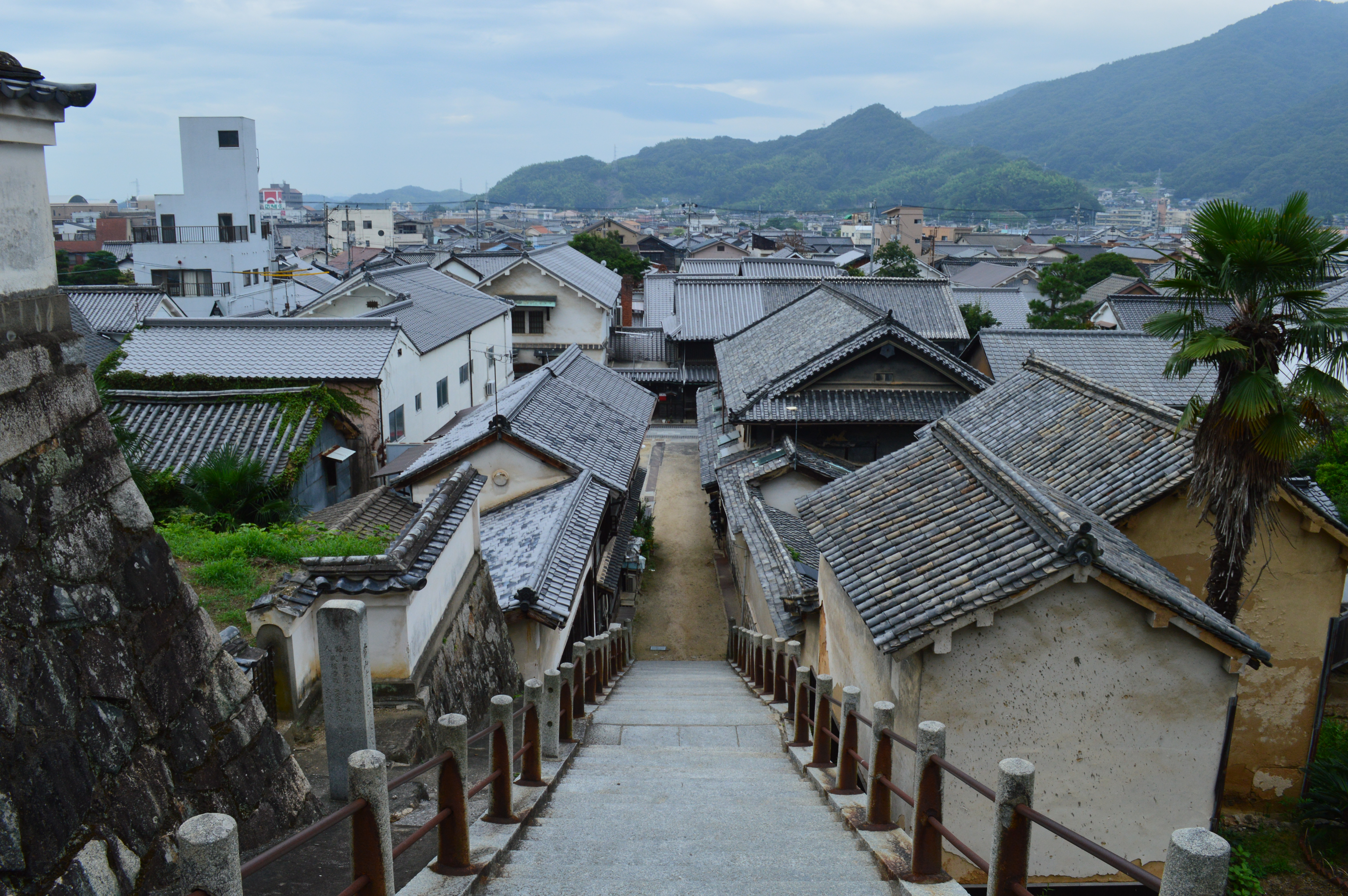
西方寺の石段から西方向を望む。
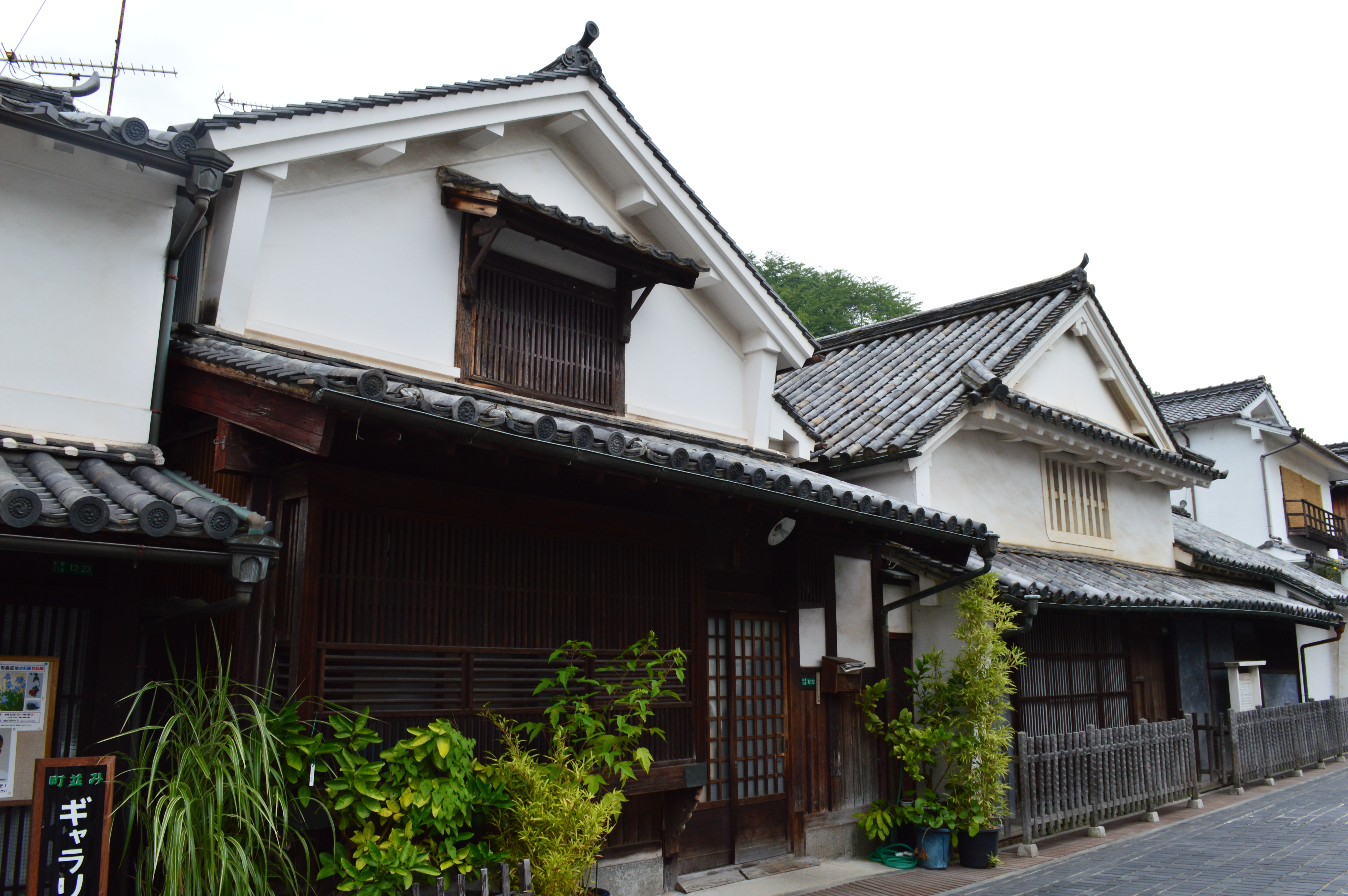

### 名所・旧跡
以下、国あるいは県市の文化財指定されているもの。
春風館頼家住宅
国重文。大小路に面する儒医頼春風（頼山陽の叔父）の邸宅。通りに沿った高い土塀や長屋門など、武家建築風の外観を備える。主屋の背後には裏座敷、納戸蔵、米蔵などがある。主屋は安政2年（1855年）築。
復古館頼家住宅
国重文。春風館の西隣にある春風の孫の頼三郎が分家独立した邸宅。数奇屋造の座敷を有する。春風館とは対照的に表屋造。主屋は安政6年（1859年）築。
照蓮寺銅鐘
国重文。峻豊4年（963年）と刻印されており日本にある高麗鐘としては最古の部類。照蓮寺は小早川氏の学問所として用いられており、この鐘は小早川隆景が文禄・慶長の役の際に持ち帰ったと伝えられる。
旧日の丸写真館
国登録。厳密にはこの地区内ではなく、南西端付近にある。木造3階建。昭和7年建造、昭和20年頃改修。この地区の昭和モードを色濃く映し出す建物。
頼惟清旧宅
県史跡。頼惟清（頼山陽の祖父）が紺屋を営んでいた家屋。紺屋用、家事用、書道用の井戸があり、古い形式の職住兼用の民家である。
唐崎常陸介之墓
県史跡。長生寺境内にある。唐崎常陸介信徳は礒宮八幡神社の第5代神主で尊王論者、60歳の時にこの地で切腹した。
礒宮八幡神社忠孝岩
県史跡。唐崎常陸介が境内の石に文天祥の筆跡による「忠孝」の字を刻んだもの。なお礒宮八幡神社は『潔く柔く』のロケ地に使われている。
西方寺普明閣
市重文。町並みの東側山の手に建つ、西方寺の観音堂。京都清水寺にならったと言われる舞台造状の建築で、竹原の町並みを見下ろす。
松坂邸
市重文。本通りに面する豪邸。建設は文政年間、明治12年（1879年）改築。屋号沢田屋として製塩業や問屋業を営なんだ浜旦那の邸宅。唐破風の屋根に菱格子の塗り込め窓を用いるなど趣向をこらした外観が目立ち、内部も数寄屋風の座敷を備える。現在は常時開放され、見学可。
森川邸
市重文。森川家は製塩・酒造などを営んでいた。大正期の豪邸で、かつて塩田の一番浜があった場所に立地する。主屋は明治初期、茶室は19世紀中期建築で、それぞれ移築したもの。
以下、文化財指定されていない主なもの。
恵比寿堂
本通り突き当たりにある堂。通りの北端を占める位置に存在するため、景観上のアクセントとなっている。18世紀末の建築。当地でロケの一部を行った映画、『時をかける少女』で見ることが出来る。
お抱え地蔵
本町通りから東への石段を少し登った先にある。願い事をしながら抱え、もし軽く感じれば願い事が叶うと言われている。
岩本邸
松坂邸の北隣に位置し、元々は松坂家の離れ屋敷だった。明治時代に再建。2階には中国風の高楼。
吉井邸
本通りに面する豪邸。母屋は元禄4年（1691年）建築でこの地区最古のもの。製塩業や酒造業を営んだ町年寄りの家系。広島藩本陣として使用された。
ほり川
お好み焼き屋。元々は吉井家の酒造蔵で安政6年（1859年）建造。昭和初期まで酒造、のち醤油蔵として用いられていた蔵を改築したもの。
竹鶴酒造
本通りに面する江戸中期から続く造り酒屋。通りに沿って連続した妻入り屋根を持つが、内部は一体となった構造が特徴となっている。小笹屋酒の資料館を併設。ニッカウヰスキー創業者、竹鶴政孝の生家。
光本邸今井政之陶芸の館
元々は復古館の離れ。のち光本家が定住し、現在は竹原市に寄贈されている。中に今井政之およびその息子たちの作品が展示されている。
一富士食堂
ラーメン屋。2階の丸窓が特徴の昭和初期建築の当時のモダンモードを取り入れた建物。廃業している。
竹原市歴史民俗資料館
旧市立竹原書院図書館。移転に伴い昭和55年（1980年）開館。
頼山陽広場
この地区内にはなく、南西端の西側、本川沿いにある。広場にある銅像は昭和55年（1980年）山陽生誕200周年記念として有志により建立されたもの。
道の駅たけはら
この地区内ではなく、南西端の南側、いわゆるゲート部分に位置付けられている。敷地は元々は代官所、明治以降に警察署として用いられた。

## ギャラリー

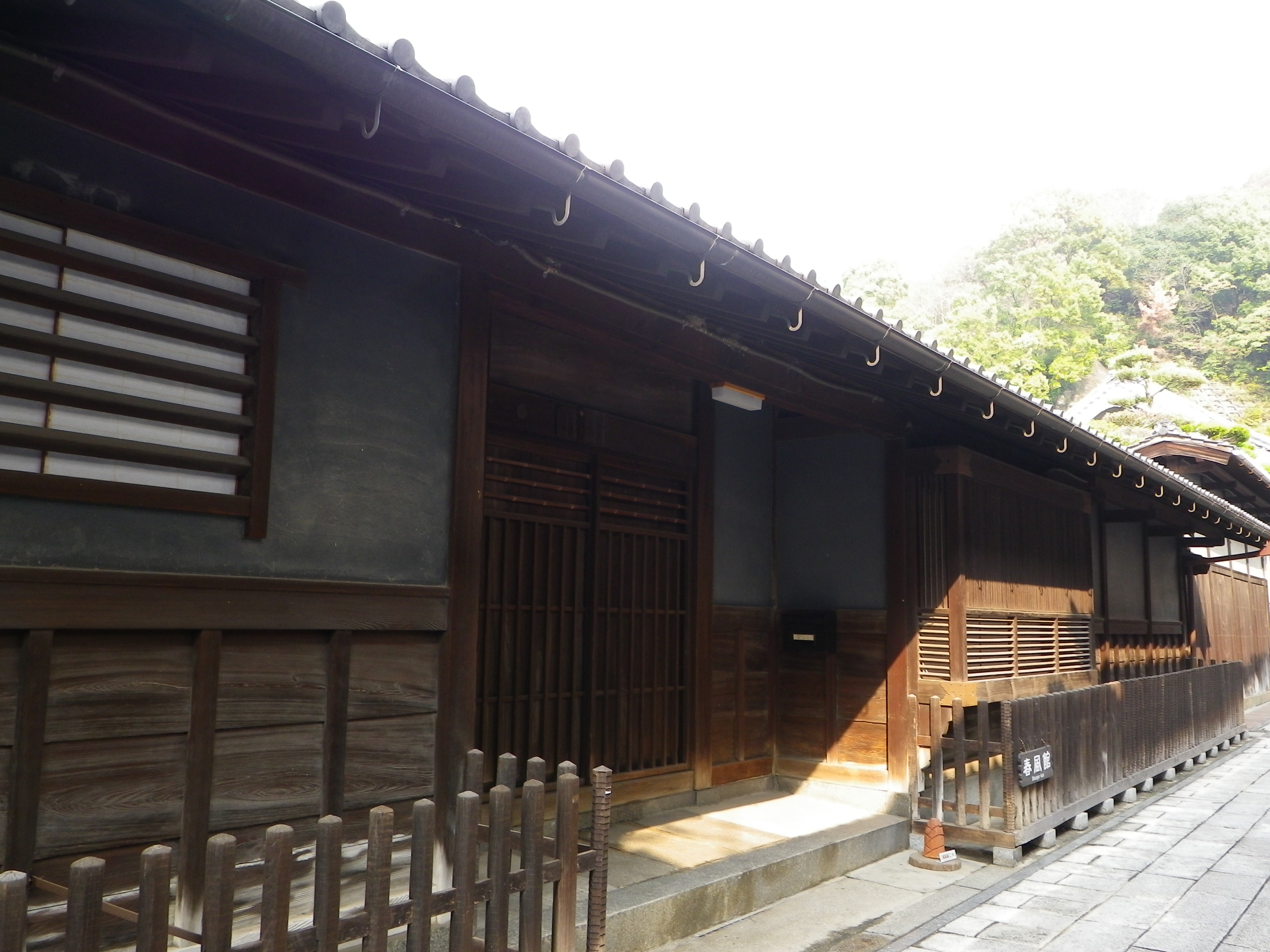
春風館頼家
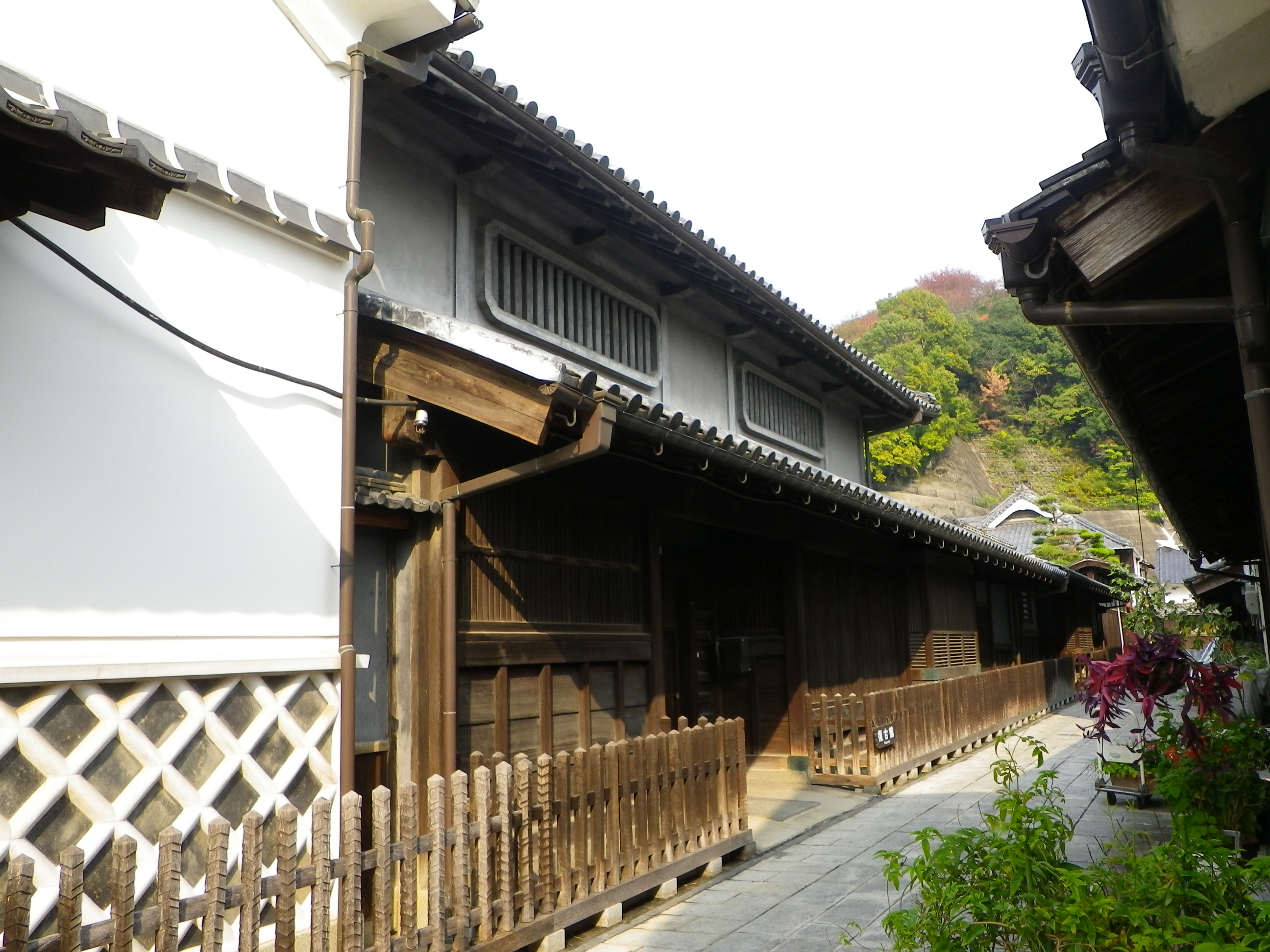
復古館頼家
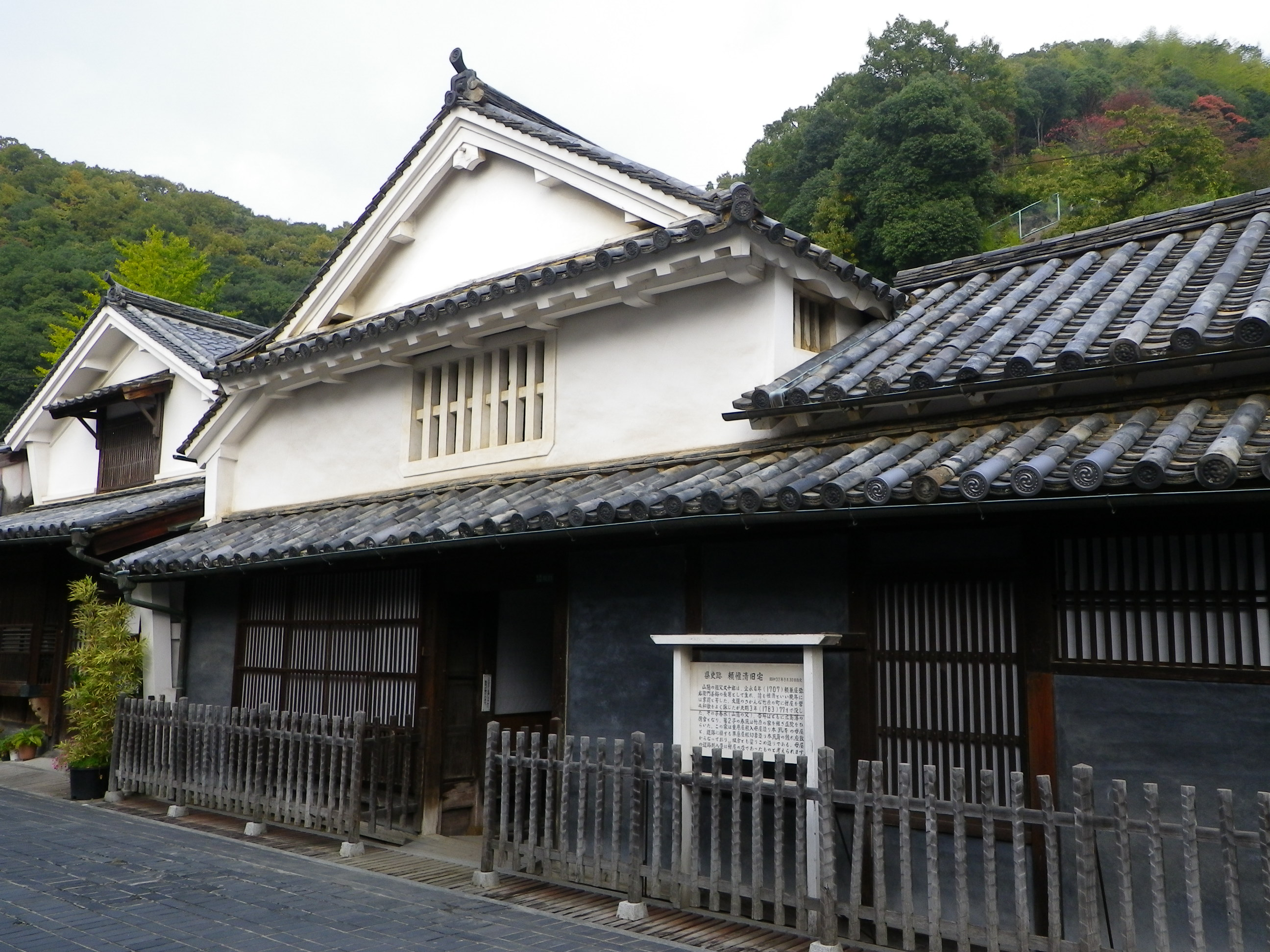
頼惟清旧宅
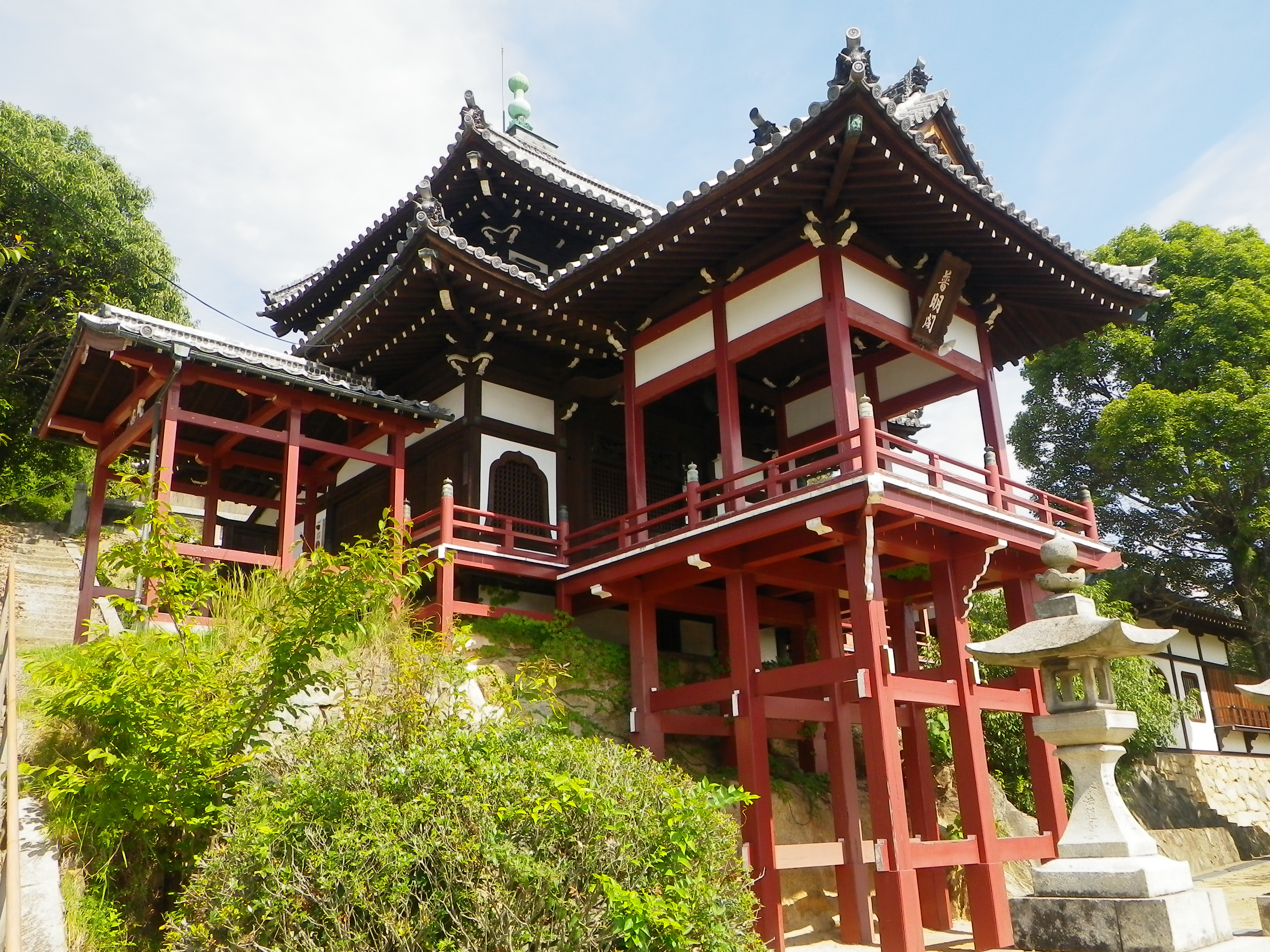
普明閣
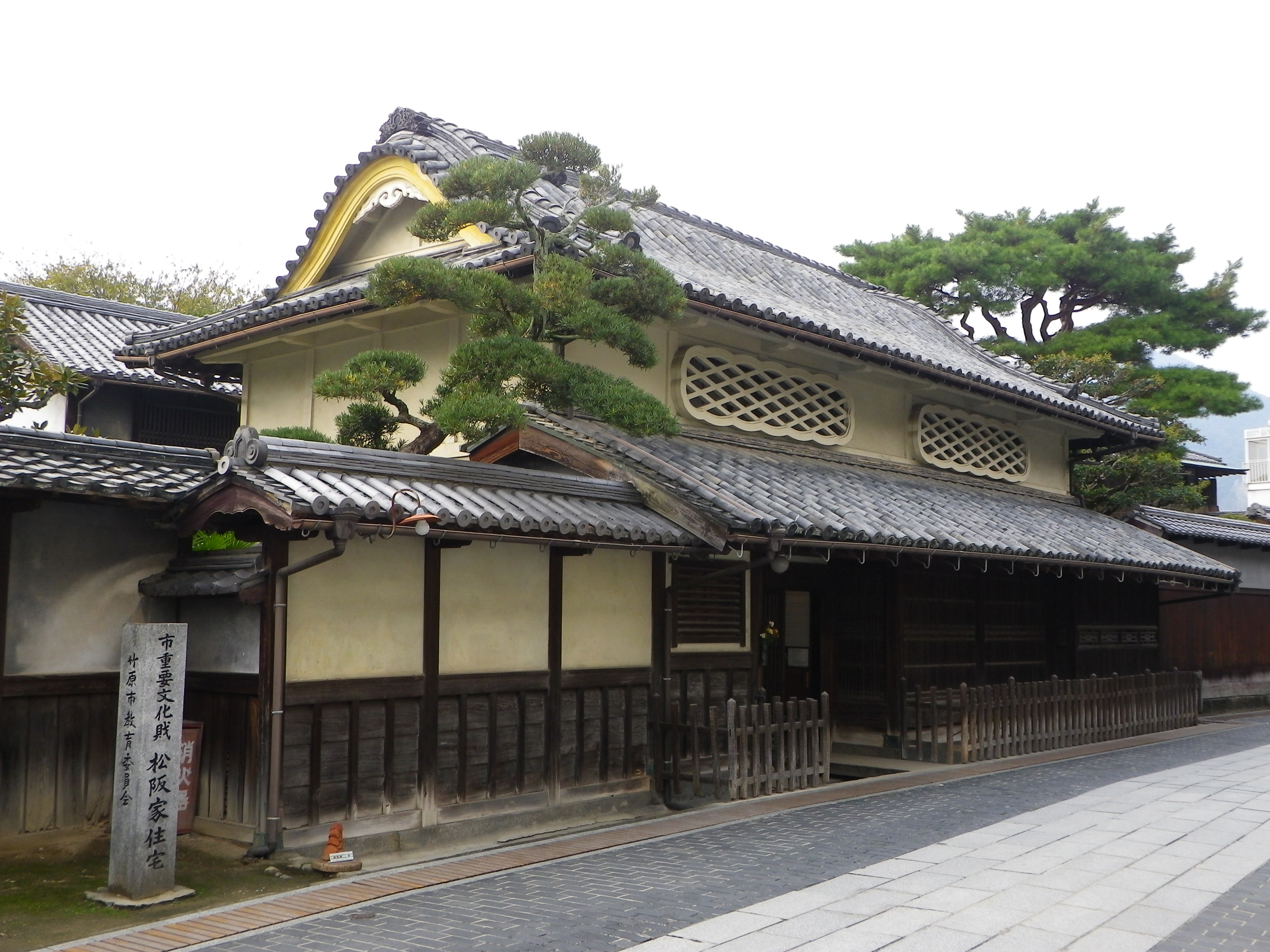
松坂邸
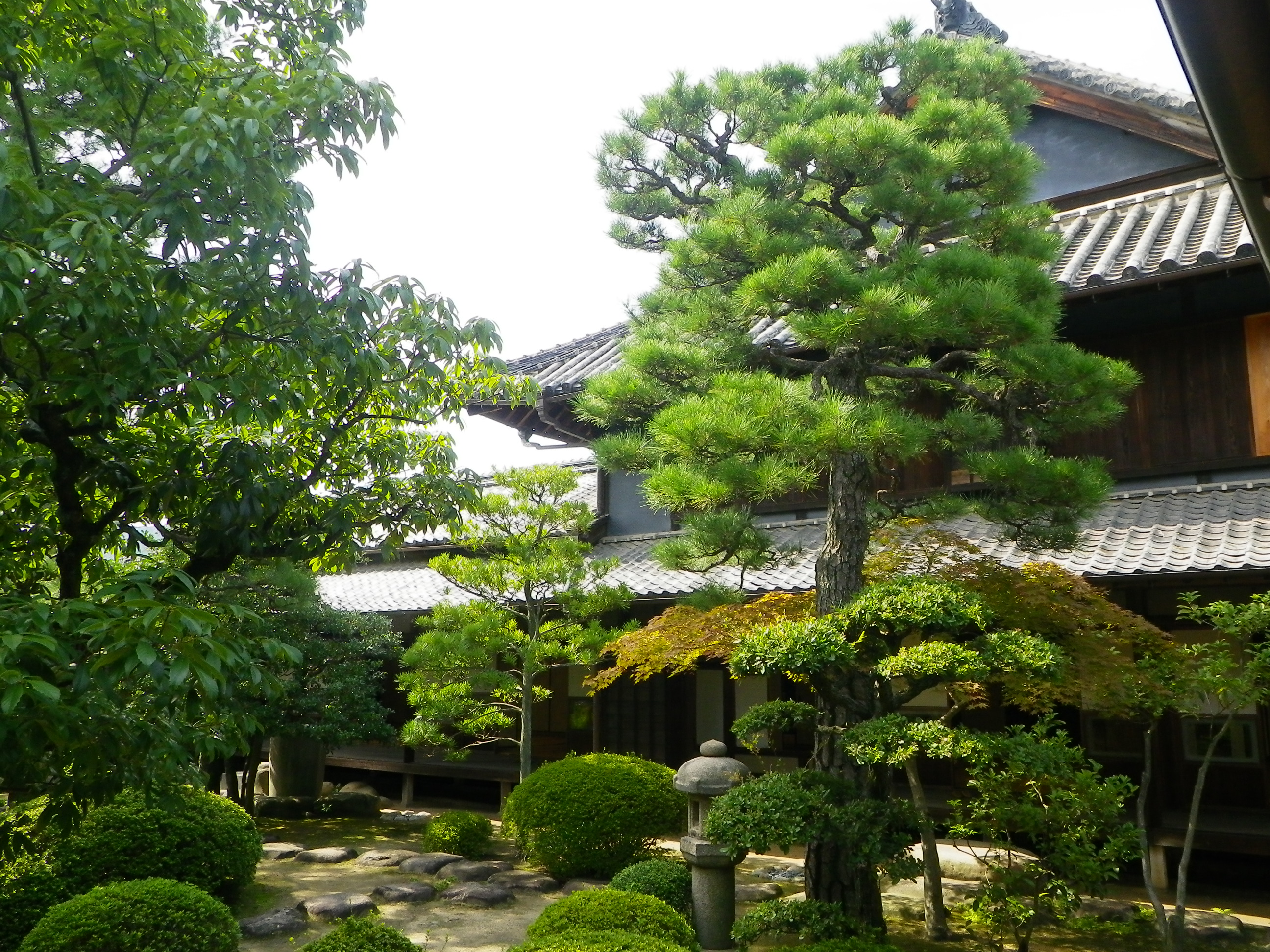
森川邸
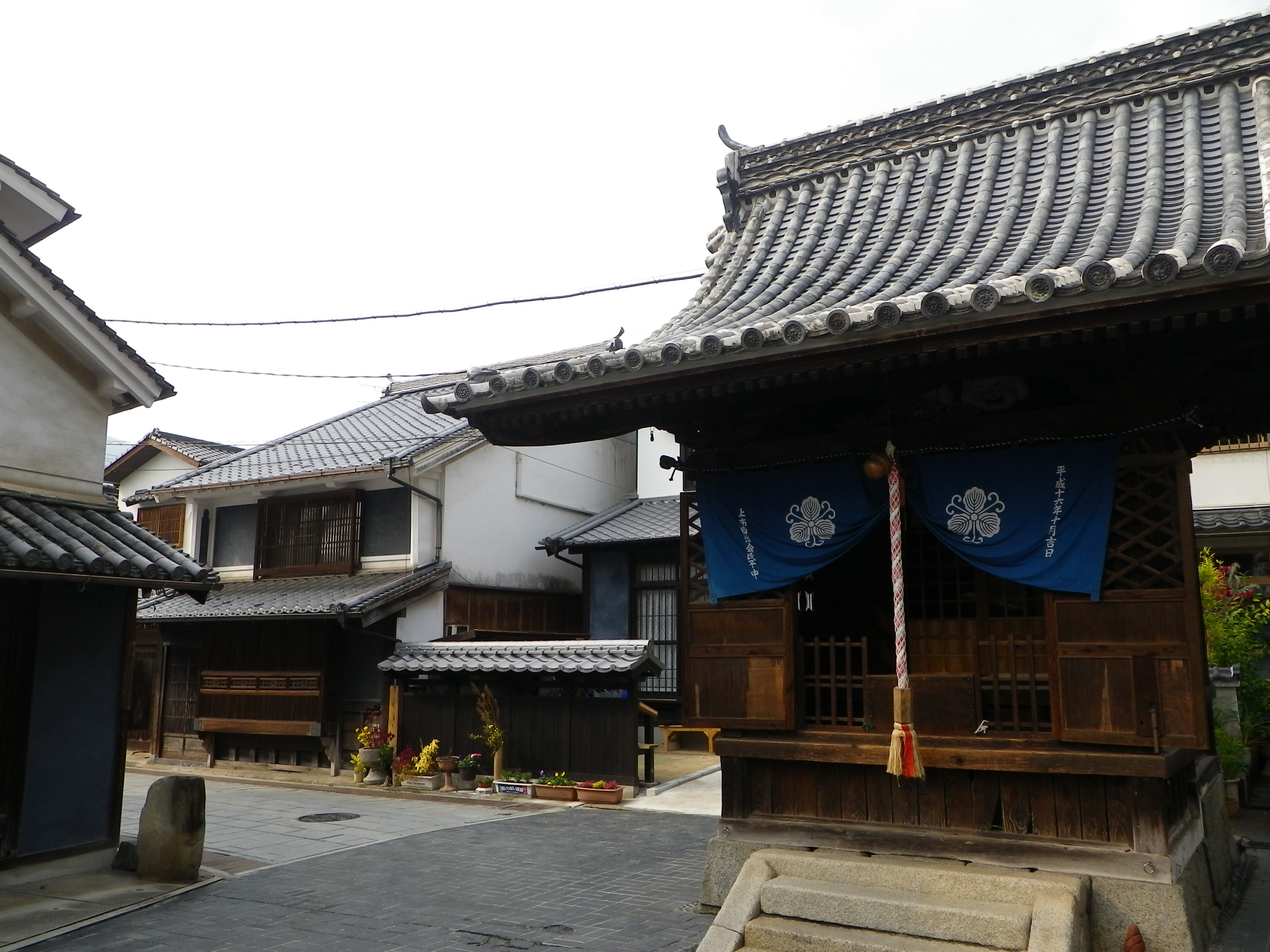
恵比寿堂
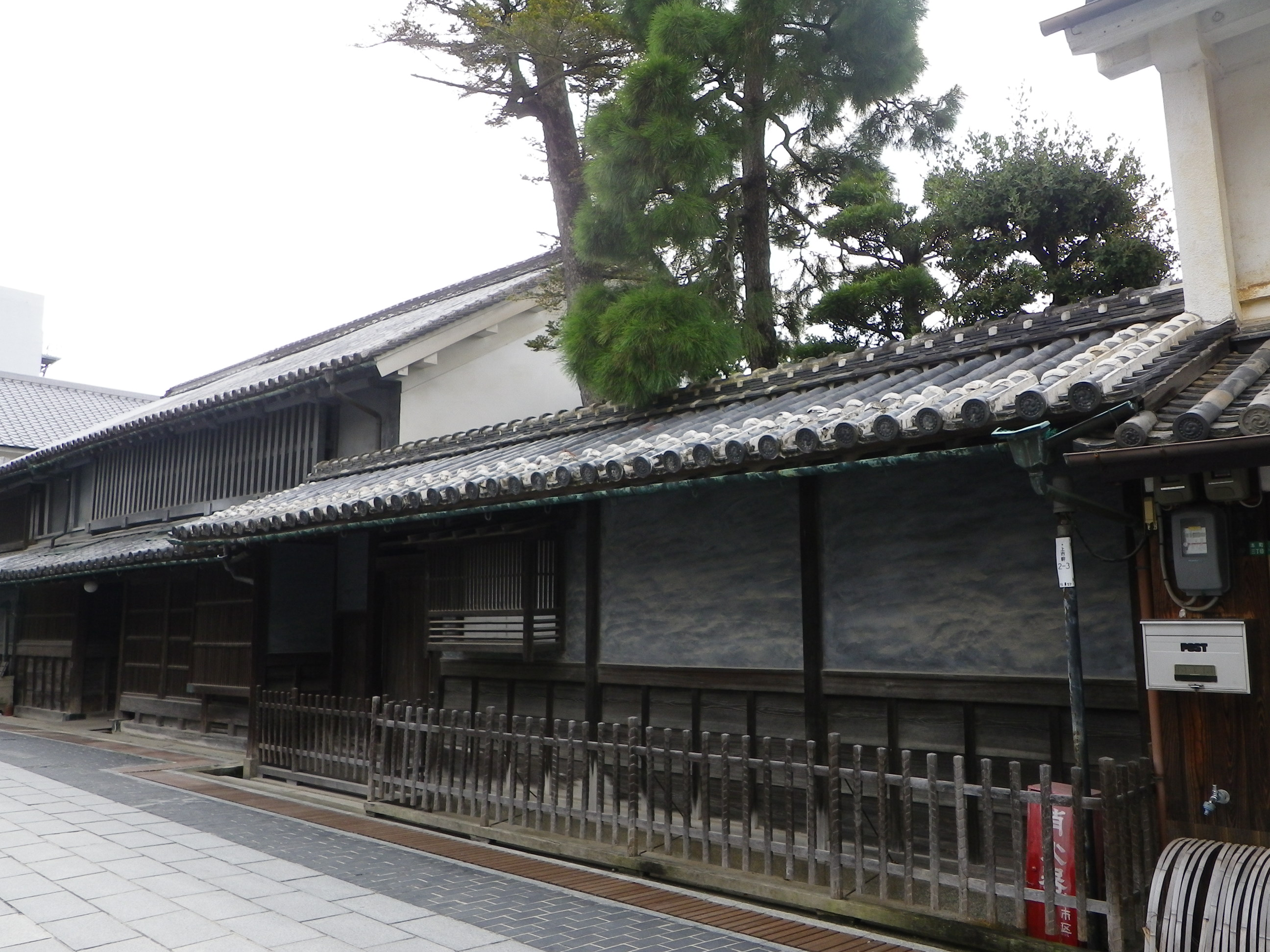
吉井邸
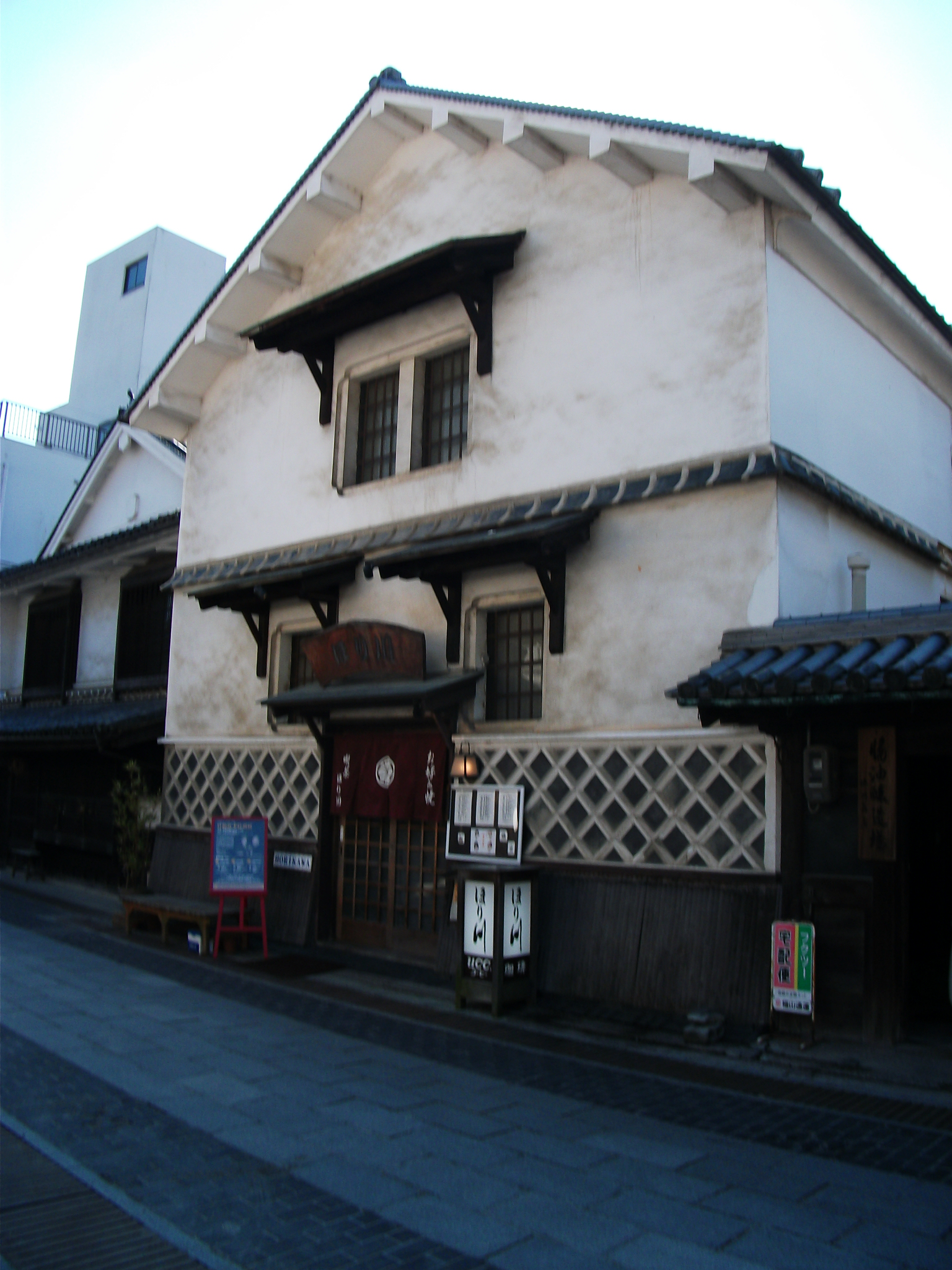
ほり川
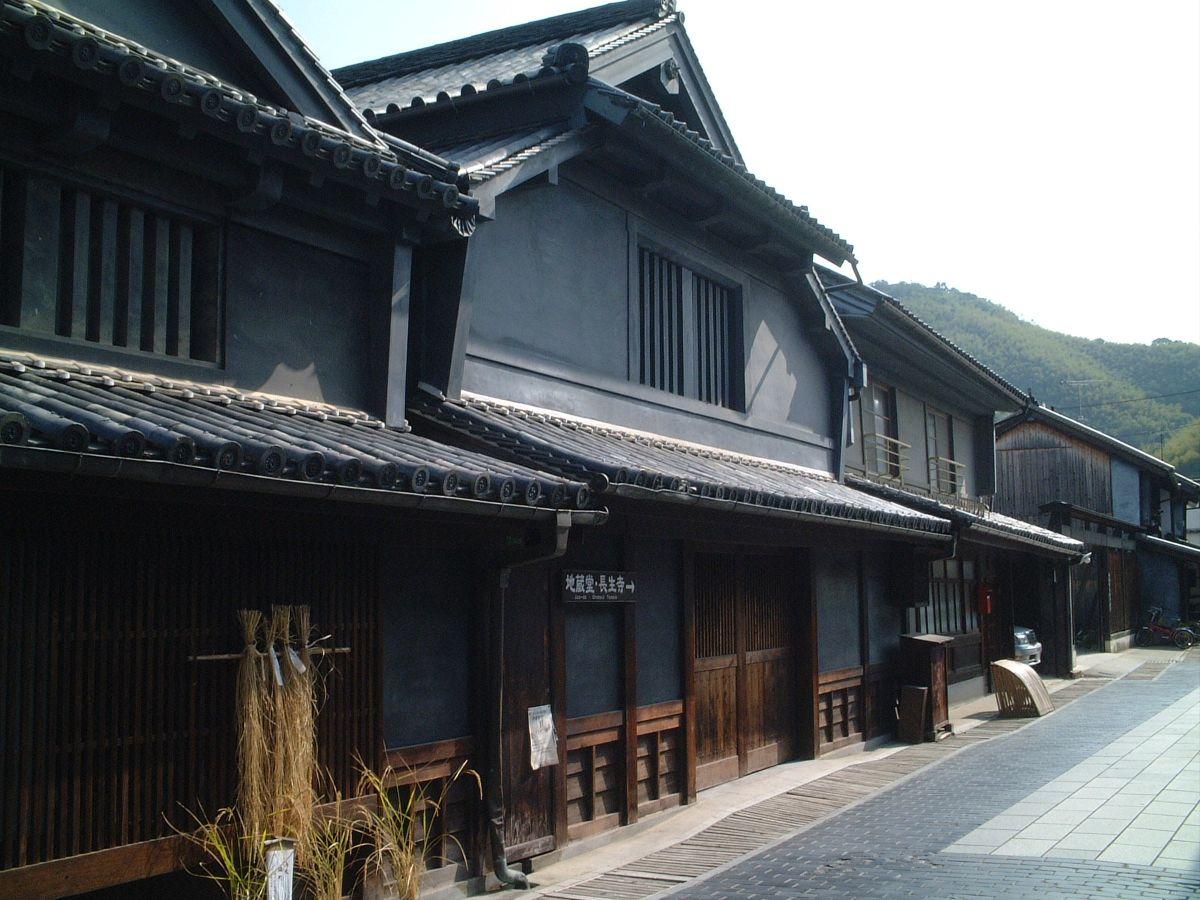
竹鶴酒蔵
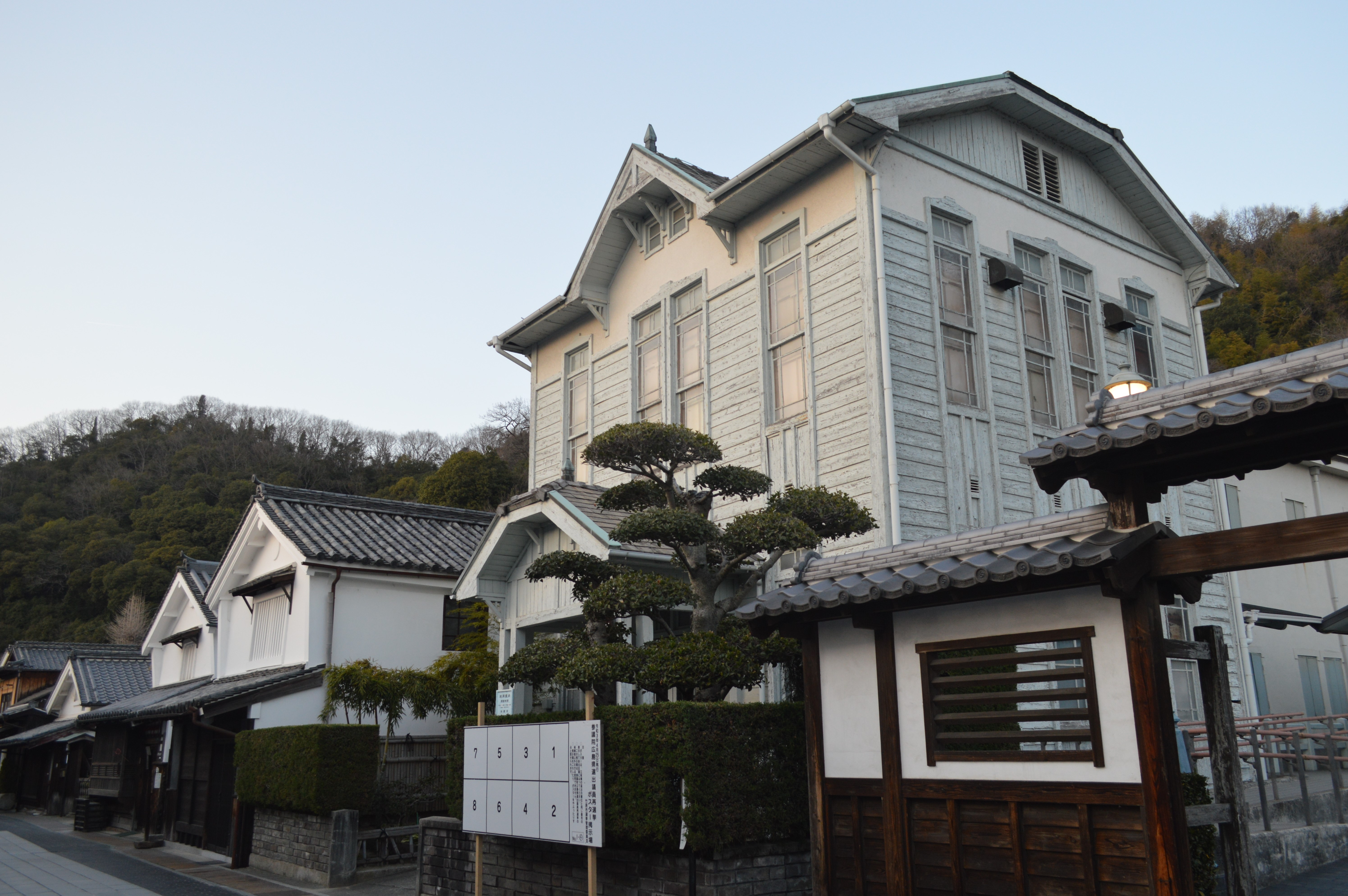
歴史民俗資料館
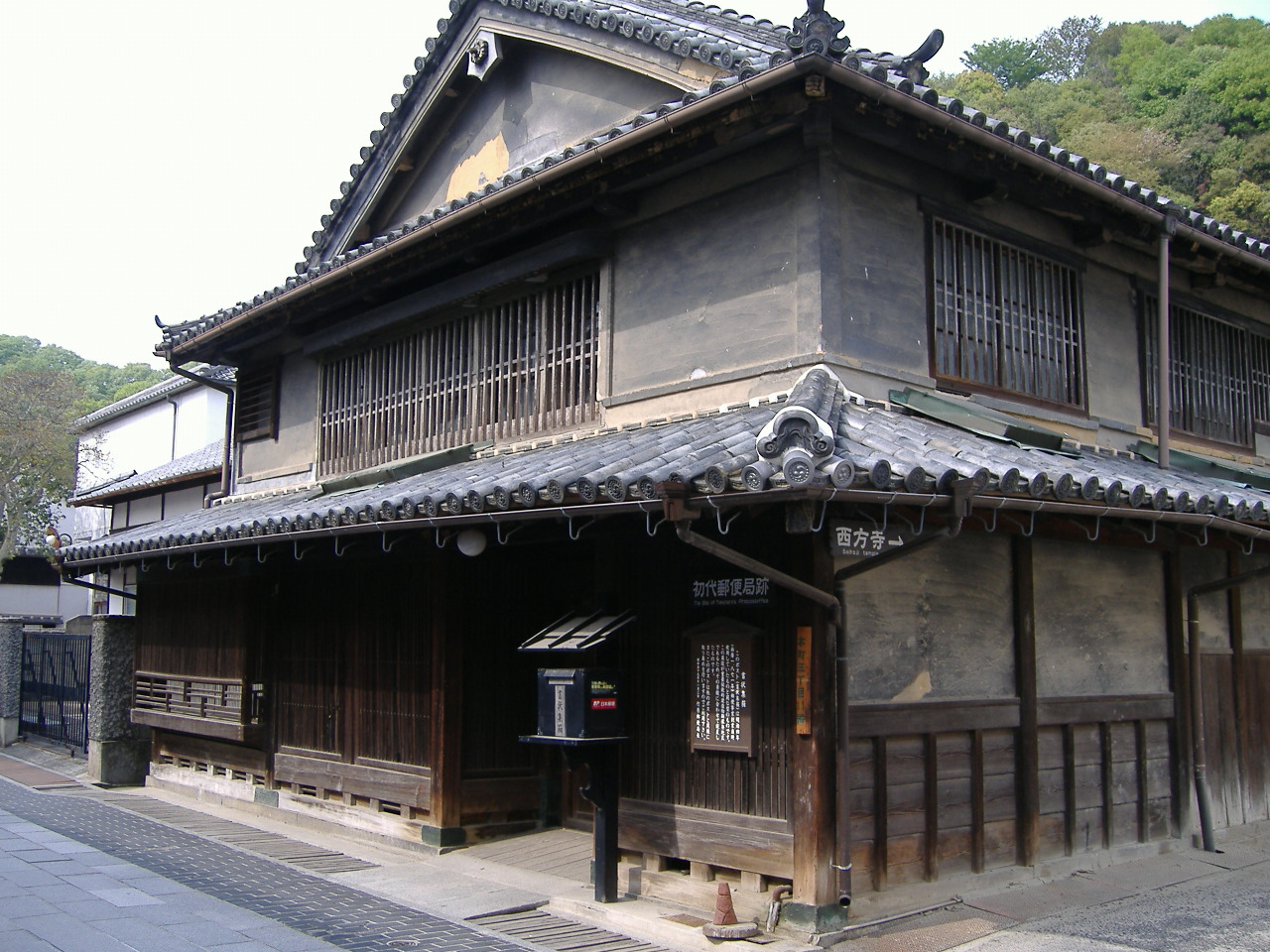
旧竹原郵便局
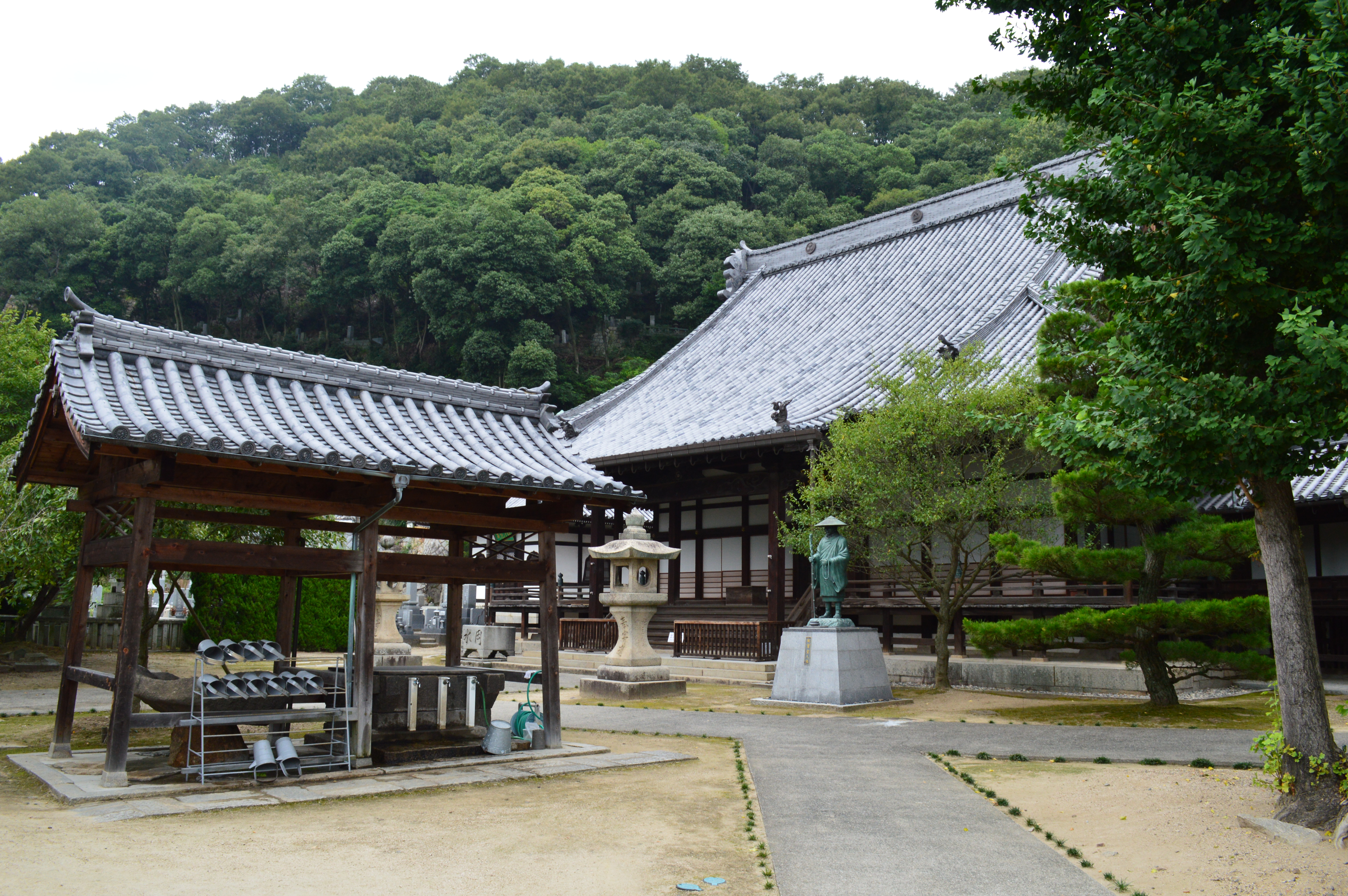
照蓮寺
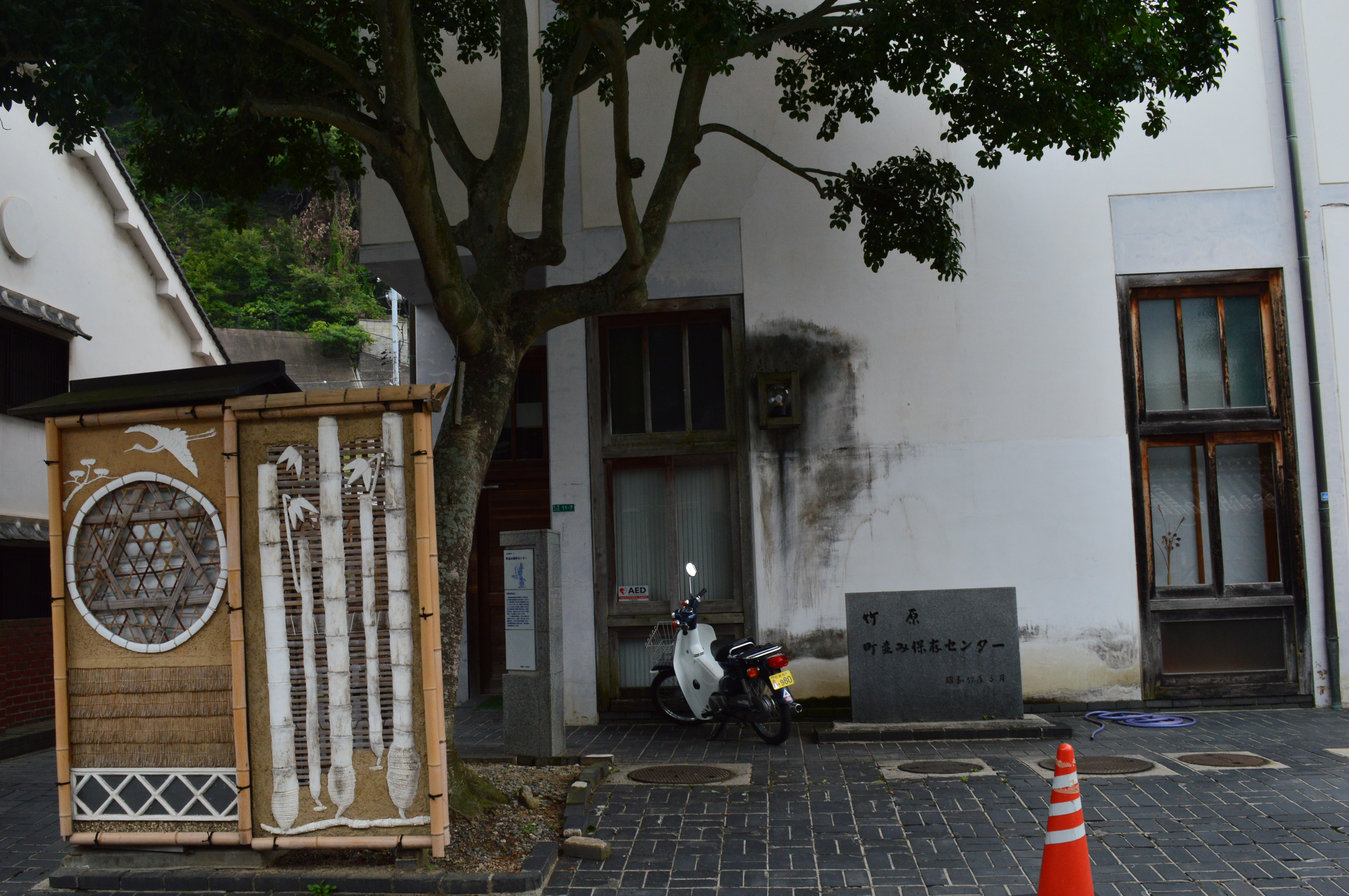
町並み保存センター

## 重要伝統的建造物群保存地区データ
- 地区名称：竹原市竹原地区（たけはらしたけはらちく）
- 種別：製塩町
- 選定年月日：昭和57年（1982年）12月16日
- 選定基準：伝統的建造物群が全体として意匠的に優秀なもの
- 面積：5ヘクタール

## 文化
祭り
- 憧憬の路
- 竹原やっさ祭り

関連作品・ロケ地

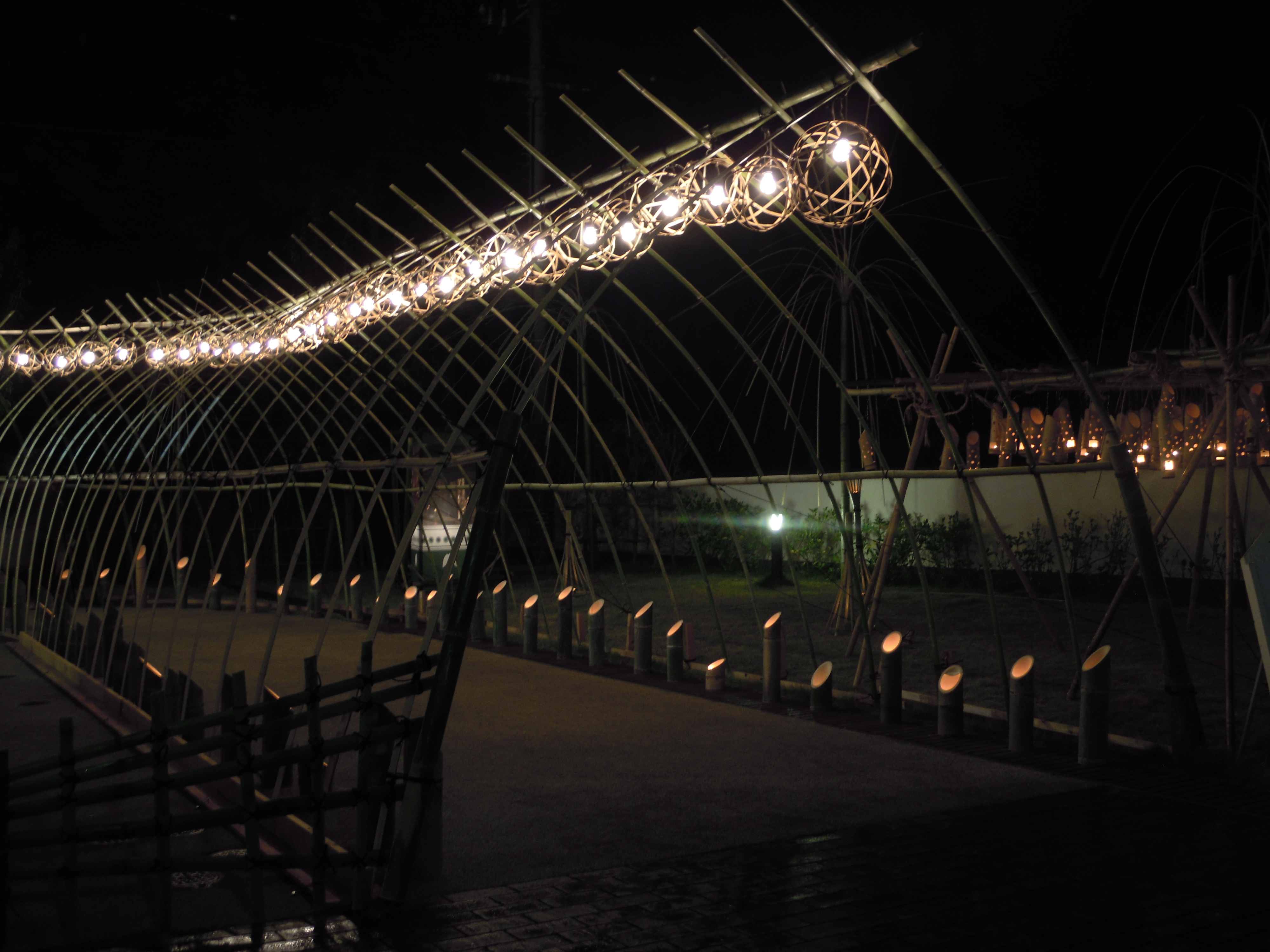
憧憬の路における憧憬広場（歴史民俗資料館前）のイルミネーション

- 2010年 -  2016年 : たまゆら (アニメ)
- 2015年 : マッサン
- 2013年 : 潔く柔く
- 1983年 : 時をかける少女
- 1981年 : 悪霊島

## 交通
- JR呉線・竹原駅下車、徒歩約15分
- 山陽自動車道・河内ICから車で約25分
- 駐車場
  - 道の駅たけはらに普通車48台分/大型車4台分
  - これに加え休日には臨時駐車場が用意されている。

## 出身・ゆかりのある人物
- 竹鶴政孝（ニッカウヰスキー創業者）
- 頼杏坪（詩人・儒学者）
- 頼春水（詩人・儒学者）
- 頼春風（詩人・儒学者・医師）
- 頼鷹二郎（竹原製塩社長）
- 頼俊直（広島県多額納税者、製塩業、衆議院議員、名望家、資産家、大地主） - 頼春風の曽孫。
- 頼桃三郎（国文学者）

## 参考資料
- 頼祺一 『広島・福山と山陽道　街道の日本史 41』 吉川弘文館 ISBN 4642062416
- “竹原市歴史的風致維持向上計画「第2 章 竹原市の維持及び向上すべき歴史的風致」” (PDF).   竹原市役所まちづくり推進課文化生涯学習室 (2011年). 2015年10月24日閲覧。